# Чудесан свет Хораса Форда
Чудесан свет Хораса Форда је југословенски филм из 1969. године. Режирао га је Сава Мрмак, а сценарио је писао Реџиналд Рос.

## Улоге
| Глумац              | Улога |
| ------------------- | ----- |
| Павле Богатинчевић  |       |
| Рада Ђуричин        |       |
| Дара Милошевић      |       |
| Владимир Поповић    |       |
| Миодраг Радовановић |       |